# Magda Goebbels
Johanna Maria Magdalena Goebbels, nata Rietschel, detta Magda (Berlino, 11 novembre 1901 – Berlino, 1º maggio 1945), è stata un'attivista tedesca e moglie del ministro della propaganda nazista Joseph Goebbels. Fu un eminente membro del partito nazista e ardente sostenitrice della politica di Adolf Hitler.
Alla fine della seconda guerra mondiale, mentre Berlino veniva conquistata dall'Armata Rossa, uccise i suoi sei figli e quindi si suicidò assieme al marito.

## Biografia

### Infanzia e gioventù
Magda nasce a Berlino nel 1901, figlia della ventitreenne Auguste Behrend e dell'ingegnere Oskar Rietschel, che la riconosce anche se la coppia non è ancora unita in matrimonio; i genitori si sposano successivamente nel corso dello stesso anno, ma finiscono per divorziare nel 1904. Secondo alcune fonti, tra cui Hans-Otto Meißner (figlio di Otto Meißner), il matrimonio avrebbe invece avuto luogo prima della nascita di Magda, che quindi sarebbe una figlia legittima, ma non ci sono prove conclusive al riguardo. Documenti ritrovati recentemente sembrano concludere invece che Magda fosse in realtà figlia naturale di Richard Friedländer, facoltoso industriale ebreo con cui la madre si sposerà in seconde nozze..
Quando Magda ha cinque anni, la madre la manda a vivere con il padre a Colonia. Rietschel la porta quindi a Bruxelles, dove la iscrive nella scuola annessa ad un convento di Orsoline a Vilvoorde. Al convento si ricordano di lei come di "una ragazzina attiva ed intelligente". La madre di Magda sposa in seconde nozze l'industriale ebreo di nome Richard Friedländer, che si suppone sia poi morto in un campo di concentramento, e si trasferisce con lui a Bruxelles nel 1908. Restano a Bruxelles fino allo scoppio della prima guerra mondiale, quando tutti i tedeschi sono costretti a fuggire dal Belgio per evitare rappresaglie da parte dei belgi dopo l'invasione tedesca del paese.
La famiglia si trasferisce quindi a Berlino, dove Magda frequenta il liceo Kolmorgen. Auguste Behrend nel 1914 divorzia anche da Friedländer, che è in difficoltà economiche. In quel periodo Magda diventa amica di un'altra rifugiata dal Belgio, Lisa Arlosoroff. Si ritiene comunemente che più tardi abbia avuto una relazione con il fratello di Lisa, Haim Arlozoroff, che sarebbe diventato un importante esponente del movimento sionista e che morirà assassinato in Palestina nel 1933. Nel 1919 Magda viene ammessa al prestigioso collegio femminile Holzhausen, nei pressi di Goslar.

### Il matrimonio con Günther Quandt e il primo figlio
A diciassette anni, mentre sta tornando a scuola in treno, Magda incontra Günther Quandt, un ricco industriale tedesco che ha vent'anni più di lei, le cui attività in seguito finiranno per svilupparsi fino a comprendere tra le altre cose la fabbrica di batterie VARTA. Possiede anche importanti partecipazioni nella BMW e nella Daimler-Benz. Si dice che Quandt, uomo non particolarmente avvenente, abbia corteggiato Magda a scuola fingendosi un amico di famiglia e abbia vinto le sue resistenze con la sua gentilezza e con gesti di grande cavalleria. Le chiede di riprendere il cognome Rietschel (dopo che la donna aveva portato per molti anni il cognome della madre e del patrigno, Friedländer) e la spinge a convertirsi dal cattolicesimo poco convinto di Rietschel al protestantesimo. Magda e Quandt si sposano il 4 gennaio 1921 e il 1º novembre di quell'anno nasce il loro figlio Harald, che sarà l'unico dei figli della donna a sopravvivere alla guerra.
Magda ben presto inizia a vivere il matrimonio con frustrazione, perché Quandt le dedica poco tempo e, quando ha ventitré anni, inizia a sentirsi attratta dal suo diciottenne figliastro Helmut Quandt. Il ragazzo però nel 1927 muore per le complicazioni di un'appendicite. Lei e il marito allora partono per un giro in automobile di sei mesi negli Stati Uniti, dove attira l'attenzione di un nipote del presidente Herbert Hoover, il quale, dopo il divorzio da Quandt, verrà a cercarla dall'America per chiederle di sposarlo, un episodio che termina con un incidente automobilistico in cui Magda si ferisce seriamente. Quandt, insospettito dal comportamento della moglie, assume degli investigatori privati e divorzia da Magda nel 1929, ma finisce per dimostrarsi comunque generoso nell'accordo che sancisce la separazione.

### Il matrimonio con Joseph Goebbels
Giovane, bionda, attraente e senza bisogno di lavorare per mantenersi, su consiglio di un'amica Magda partecipa ad un incontro del partito nazionalsocialista, dove resta colpita da uno degli oratori, il dottor Joseph Goebbels, allora Gauleiter di Berlino. Il 1º settembre 1930 si iscrive al partito e lavora come volontaria, anche se non era mai stata politicamente impegnata. Dalla sezione locale Magda si trasferisce al quartier generale del partito e per un breve periodo diventa la segretaria di Hans Meinshausen, il vice di Goebbels, prima di essere invitata ad occuparsi degli archivi personali di Goebbels.
Otto Wagener sostiene che Magda incontri Adolf Hitler e ne sia attratta, ricambiata, e che il suo matrimonio con Goebbels sia in realtà una specie di copertura. Dal momento che Hitler non intendeva sposarsi, è stato suggerito che, come moglie di uno degli ufficiali nazisti più in vista e di rango più elevato, avrebbe potuto in pratica presentarsi come prima donna del Terzo Reich. Le conoscenze importanti di Magda e la sua appartenenza all'alta società potrebbero aver contribuito a spingere anche Goebbels verso questa scelta.
Meissner, al contrario, non accetta queste ipotesi, e afferma invece che Hitler (anche se senza dubbio rimane colpito da Magda) è solo un amico eccezionalmente intimo, ma in senso platonico, della coppia nei primi anni del loro rapporto, un amico capace di presentarsi spesso a casa loro a tarda notte e di sedersi tenendo sulle ginocchia la piccola Helga, loro prima figlia, mentre chiacchierano. Lo studioso sostiene anche che, dopo un fallito tentativo di avvelenarlo avvenuto al Kaiserhof Hotel di Berlino nel gennaio del 1933, Hitler chiede a Magda di preparargli lei stessa i pasti. Magda sposa Goebbels il 19 dicembre 1931 nella tenuta di Günther Quandt nel Meclemburgo: Hitler è testimone di nozze dello sposo.
I Goebbels hanno sei figli:
- Helga Susanne (01/09/1932-01/05/1945)
- Hildegard "Hilde" Traudel (13/04/1934-01/05/1945)
- Helmut Christian (02/10/1935-01/05/1945)
- Holdine "Holde" Kathrin (19/02/1937-01/05/1945)
- Hedwig "Hedda" Johanna (01/05/1938-01/05/1945)
- Heidrun "Heide" Elisabeth (20/10/1940-01/05/1945)

Durante il suo matrimonio con Magda, Goebbels ha numerose relazioni con altre donne. Una delle più note è quella con la popolare attrice ceca Lída Baarová: si innamora di lei così intensamente da prendere in seria considerazione l'idea di sposarla. Magda chiede a Hitler di concederle il divorzio, ma alla fine l'attrice viene allontanata, mentre Goebbels cade per un certo periodo di tempo in disgrazia, tanto che sta per essere inviato in Giappone come ambasciatore. Si dice che anche Magda abbia nel frattempo altre storie d'amore, tra cui una con il vice di Goebbels, Karl Hanke. La relazione durò finché Goebbels non decise, per ragioni di Stato, di riconciliarsi e obbligò la moglie a non incontrare più l'amante sotto il ricatto di toglierle i figli.

### La guerra
Sia Magda che Goebbels ottengono vantaggi personali per la loro posizione sociale grazie al loro rapporto con Hitler. Joseph (come ministro della propaganda) e lei rimangono fedeli a Hitler e lo sostengono pubblicamente. In privato, invece Magda esprime talvolta dubbi, specialmente dopo che la guerra inizia ad andare male sul fronte orientale. Il 9 novembre 1942, durante un incontro con alcuni amici per ascoltare insieme un discorso di Hitler, spegne la radio ed esclama "Mio Dio, che ammasso di sciocchezze!" Testimoni raccontano che nel 1944 dice di Hitler: "Non ascolta più le voci della ragione. Gli unici a cui crede sono quelli che gli dicono quello che vuole sentire!".
Non ci sono prove del fatto che Magda intervenga per cercare di salvare il suo patrigno dall'olocausto. Anche se il suo destino non è mai stato accertato, è opinione diffusa che sia morto in uno dei campi, forse sotto il nome errato di Max Friedländer, un uomo che si sa essere perito a Sachsenhausen. Anche la supplica che le giunge da parte di un compagno di scuola ebreo a nome di sua figlia sembra essere caduta nel vuoto. Interrogata sull'antisemitismo del marito, risponde: "Il Führer vuole così, e Joseph deve obbedire".
All'inizio della guerra Magda partecipa con entusiasmo alla macchina propagandistica organizzata dal marito. Per incarico ufficiale intrattiene le mogli dei capi di stato stranieri in visita, porta sostegno alle truppe e conforto alla vedove di guerra. Il suo primo figlio, Harald Quandt, diventa pilota della Luftwaffe e va a combattere al fronte mentre, a casa, Magda si sforza di tenere viva la sua immagine di madre patriottica addestrandosi come infermiera della Croce Rossa e lavorando per la fabbrica di componenti elettronici Telefunken. Insiste a voler recarsi al lavoro in bus, come le sue compagne di fabbrica.
Verso la fine della guerra inizia a soffrire di nevralgia del trigemino. Si tratta di una malattia che, anche se non particolarmente pericolosa, è in grado di provocare intensissimi dolori ed è difficile da curare. La malattia spesso la costringe immobilizzata a letto e la porta a vari ricoveri in ospedale verso la fine del 1944.

### Il suicidio
Verso la fine dell'aprile 1945, l'Armata Rossa entra a Berlino e la famiglia Goebbels si rifugia nel Führerbunker, sotto la Cancelleria del Reich. Una delle stanze che occupano è stata da poco abbandonata dal medico personale di Hitler, Theodor Morell. L'unico bagno per lavarsi è quello di Hitler, che lo mette volentieri a disposizione di Magda e dei bambini. Hitler e sua moglie Eva Braun si suicidano nel pomeriggio del 30 aprile.
Alcuni giorni prima Magda scrive una lettera d'addio a suo figlio Harald Quandt, che è prigioniero di guerra in un campo in Nordafrica. Questa lettera è l'unica scritta di suo pugno che ci resta.
(Magda Goebbels)
Nelle ultime volontà e nel testamento di Goebbels, dettati alla segretaria di Hitler Traudl Junge, c'è scritto che Magda e i bambini lo sostengono nel suo rifiuto di lasciare Berlino e nella decisione di morire nel bunker. Poco dopo, spiega questa affermazione dicendo che i bambini avrebbero approvato la decisione di suicidarsi se fossero stati abbastanza grandi da parlare per sé.
Il giorno seguente, 1º maggio 1945, i sei figli di Goebbels vengono storditi con la morfina e uccisi con capsule di cianuro spezzate loro in bocca. I racconti sul ruolo che Magda Goebbels ha nell'uccisione dei figli differiscono tra loro. Alcuni sostengono che sia stato il medico delle SS Ludwig Stumpfegger a rompere le capsule in bocca ai bambini, ma non essendo sopravvissuto alcun testimone diretto è impossibile ricostruire la vicenda con precisione. O'Donnell crede che, anche se Stumpfegger fu probabilmente coinvolto al momento di drogare i bambini, fu Magda stessa a ucciderli; suggerisce che le testimonianze abbiano addossato la responsabilità materiale della morte dei bambini a Stumpfegger perché era un obiettivo comodo, dato che scomparve (e morì, si seppe in seguito) il giorno successivo. Inoltre, come osserva O'Donnell, Stumpfegger potrebbe essere stato troppo ubriaco al momento della morte dei bambini per aver giocato un ruolo decisivo. Poche ore prima del suo suicidio, le venne donata l'Insegna d'oro del Partito Nazionalsocialista Tedesco dei Lavoratori indossata da Adolf Hitler.
Meissner sostiene che Stumpfegger rifiutò di prendere in alcun modo parte alla morte dei bambini e che invece apparve un misterioso "medico di campagna proveniente dalla regione orientale occupata dal nemico" che "svolse il terribile compito". Sembra che Magda avesse considerato l'idea di uccidere i figli e ne avesse parlato con almeno un mese d'anticipo. Rifiutò anche varie offerte da parte di altre persone, come Albert Speer, di far uscire di nascosto i bambini da Berlino. Ci sono prove, sotto forma di ecchimosi e contusioni, del fatto che la figlia maggiore, la dodicenne Helga, si sia svegliata ed abbia lottato prima di essere uccisa. I corpi dei bambini, in vestaglia da notte e con dei nastrini tra i capelli delle bimbe, furono trovati nei letti a castello in cui furono uccisi quando le truppe sovietiche entrarono nel bunker il giorno seguente.
Dopo la morte dei figli, Magda e Joseph Goebbels risalirono nel giardino sotto i bombardamenti, evitando così che qualcuno dovesse portarne fuori i corpi. Secondo alcuni racconti, lei tremava in maniera incontrollabile. I dettagli del suicidio non sono certi. Un ufficiale delle SS disse che presero del cianuro e che poi un soldato sparò loro, mentre una testimonianza iniziale disse che furono falciati da colpi di mitragliatrice su loro richiesta. Secondo un altro racconto, Joseph sparò a Magda e quindi a se stesso (quest'ultima è anche la tesi presentata dal film La caduta - Gli ultimi giorni di Hitler).
I corpi di Goebbels e della moglie furono cosparsi di benzina, parzialmente bruciati e lasciati insepolti. I corpi anneriti furono trovati nel pomeriggio del 2 maggio 1945 dalle truppe russe e venne anche resa pubblica una foto del volto semicarbonizzato di Goebbels. I loro resti e quelli dei bambini vennero poi sepolti dai russi in un luogo segreto e soltanto nell'aprile 1970 furono definitivamente cremati e le ceneri disperse nel fiume Elba.

## Il ritratto di Magda Goebbels nei media
Magda Goebbels è stata interpretata dalle seguenti attrici in film e produzioni televisive:
- 1955: Helga Kennedy-Dohrn nel film tedesco L'ultimo atto.
- 1972: Eléonore Hirt nella produzione televisiva francese Le Bunker.
- 1973: Marion Mathie nella produzione televisiva inglese The Death of Adolf Hitler.
- 1973: Barbara Jefford nel film inglese Gli ultimi 10 giorni di Hitler.
- 1981: Piper Laurie nella produzione televisiva statunitense The Bunker.
- 1982: Elke Sommer nella produzione televisiva statunitense Inside the Third Reich.
- 1998: Hanna Schygulla nella commedia drammatica spagnola La niña dei tuoi sogni
- 1999: Yelena Spiridonova nel film drammatico russo Moloch.
- 2001: Eva Mattes nella commedia tedesca Goebbels und Geduldig.
- 2003: Jill Richardson in un episodio della serie televisiva inglese Days That Shook the World.
- 2004: Corinna Harfouch nel film tedesco La caduta - Gli ultimi giorni di Hitler.
- 2004: Annette Uhlen nella produzione televisiva tedesca Propaganda.
- 2005: Emma Buckley nella produzione televisiva inglese Uncle Adolf.